# 蒼穹一粟

《蒼穹一粟》台灣中文版封面

《蒼穹一粟》（Pebble in the Sky），台湾译名《苍穹一粟》（叶李华译本），是美国作家艾萨克·阿西莫夫出版於1950年的長篇科幻小說，也是其第一部長篇小說。雖最早出版，故事年代卻在「銀河帝國三部曲」中的最後，此時整個銀河系業已統一在「銀河帝國」旗幟下。

## 故事情節
故事的开头發生在1949年6月的地球，芝加哥的退休裁缝约瑟夫·施瓦茨在人行道上突然被核能研究所因事故而泄露的射线击中，来到了地球紀元12411（銀河紀元827）年的芝加哥（这时的名字叫芝加）。他被农夫亚宾·玛伦一家收留。此时地球已遭放射性物质严重污染，只有少数地区可供人类存活，并只能供养2千万全球人口，因此地球人在年满60岁时都要被施行安乐死；每个家庭都被分配了严格的生产定额，不能劳动的残疾人士也要被安乐死。亚宾的岳父格鲁身患残疾，但被瞒报。亚宾计划将施瓦茨留在家中协助完成生产定额，但后来听从格鲁建议，将其送至城中，担任核能研究所教授谢克特发明的“学习机”的人体试验志愿者。通过改造，施瓦茨无意中具备了判读甚至控制他人思维的能力。
这时地球属于银河帝国的一部分，帝国派驻总督（由外世界人担任，府邸在青藏高原），但实行内部自治，最高地方行政长官为“古人会”的首脑——地球教长，实际权力则为其秘书巴尔基斯把持。地球人因为其星球具有放射性，且携带一种称为“放射热”的强传染性致命病毒，而遭到银河帝国其他星球的种族歧视，从而对所有的外星球怀有敌对情绪，地球教长秘书及“古人会”策划用“放射热”改造后制成的生物武器来毁灭银河帝国。
天狼星考古学家贝尔·阿瓦丹来到地球，试图证实全银河帝国的人类都起源于地球。在芝加街头，他碰到从研究所逃出的施瓦茨，以及谢克特博士的女儿宝拉，三人从此相识。教长秘书怀疑他們是帝国特务，派特工对其展开监视。
被送回玛伦家的施瓦茨通过心灵感应，发现了监视自己的地球特工并意外将其杀死，只好仓皇逃向芝加，随后被捕。与此同时，教长秘书用病毒攻击帝国的计划被其送去接受“学习机”改造的助手泄露，从而为谢克特博士得知，并告诉了阿瓦丹。
为灭口，秘书将博士父女跟阿瓦丹抓走，三人和施瓦茨在囚室中重聚。施瓦茨施展心灵感应技巧，操纵秘书带领众人逃出，阿瓦丹向帝国总督举报秘书的阴谋。此时秘书前来，宣称没有任何针对帝国的阴谋，并自愿留下担当人质。总督听信秘书的说辞，将施瓦茨赶走并打昏阿瓦丹。施瓦茨离开后，用心灵感应怂恿一名飞行员驾机摧毁了生物武器的发射基地，挫败了阴谋。故事的最后，帝国许诺将从其他星球运送没有辐射的泥土协助重建地球。

## 评价
安东尼·布歇和J·弗朗西斯·麦科马斯对这部小说感到失望，认为尽管阿西莫夫的想法很好，但“侧重描写和情节排布令人失望。”
相反地，L·斯普拉格·德·坎普高度推荐了这部小说，称赞它“棒极了；这是（1950年）为数不多真正做到成熟和专业的书籍类相关作品之一。……阿西莫夫的人物刻画很好，设下的悬念相当吊人胃口，他对群体偏见主题的处理也很娴熟 。”
银河系科幻小说的弗洛伊德·C·盖尔建议读者“不要错过”本书和其他帝国系列作品 。
莱斯特·德尔·雷认为这部小说是“一流的故事” 。

## 外部連結
- 艾西莫夫官方網頁 （页面存档备份，存于）